# 非配位阴离子
与阳离子作用弱的阴离子称为非配位阴离子，或更准确稱為弱配位阴离子。非配位阴离子在研究亲电试剂的活性时很有用。它们通常是配位数不饱和的金属配合物中阳离子的平衡离子（电荷相反使整体显电中性）。这些特殊离子是均相烯烃聚合催化剂必需的成分，其中活性催化中心配位数不饱和，是过渡金属配合物阳离子。例如，它们用于平衡14粒价电子的阳离子[Cp2ZrR]+（R為甲基或增长的聚乙烯链）。由非配位阴离子衍生出的配合物已用于催化氢化、硅氢加成反应（hydrosilylation）、低聚化（oligomerization）以及烯烃的活性聚合。使用非配位阴离子普遍有助了解含抓氢键的配合物，其中碳氢化合物和氢是配体。非配位阴离子通常是布朗斯特酸和路易斯酸的混合物，是许多超强酸的重要成分。

## 前BARF[3]时代
20世纪90年代以前认为[BF4]−、[PF6]−和[ClO4]−是弱配位阴离子。目前已经知道这些离子能与金属中心结合。四氟硼酸根和六氟磷酸根能与带较高正电荷的金属离子配位（例如Zr4+），这些阳离子能从上述两种阴离子中夺取氟原子。其他阴离子，例如三氟甲磺酸根能与一些阳离子形成弱的配位键。

## BARF时代
20世纪90年代，随着[B[3,5-(CF3)2C6H3]4]−离子的引入，这个领域发生了重大变革。这种离子通常简写成[BArF4]−并被亲切地称为“BARF”。这种离子的配位能力远比四氟硼酸根（BF4−）、六氟磷酸根（PF6−）和高氯酸根（ClO4−）弱，使得对亲电性更强的阳离子进行研究成为可能。相关的四面体离子包括四(五氟苯基)硼酸根、B(C6F5)4-和Al(OC(CF3)3)4-。

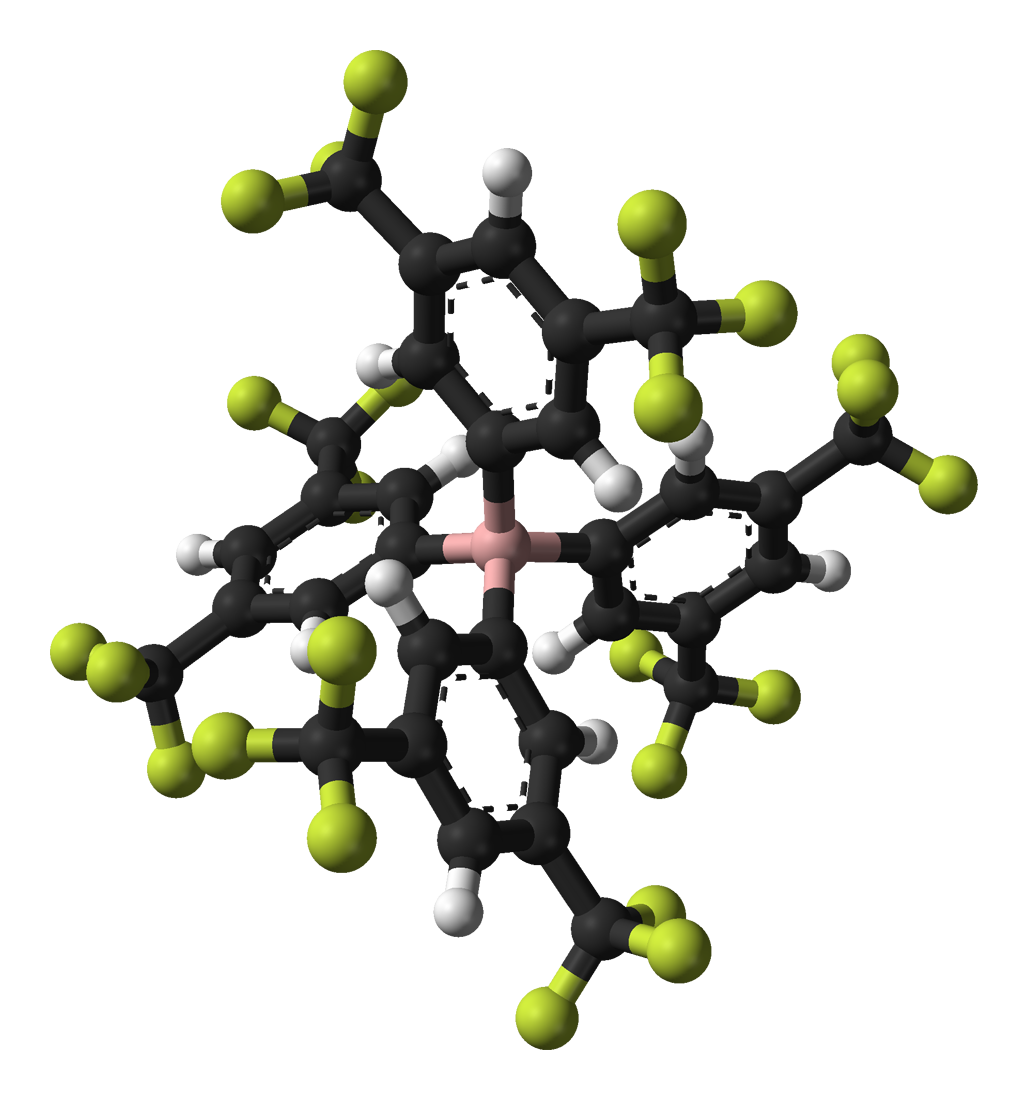
BARF的球棍模型

在这些庞大的硼酸根与铝酸根中，负电荷被分摊到许多负电性的原子上。相关的离子都是三(五氟苯基)硼（B(C6F5)3）的衍生物。这些离子的另一个优点是它们形成的盐更易溶于非极性有机溶剂，例如二氯甲烷、甲苯，某些情况下甚至烷烃也可以。极性溶剂例如乙腈、四氢呋喃和水易于结合亲电中心，因此这时使用非配位阴离子是毫无意义的。
B[3,5-(CF3)2C6H3]4−的盐最早由小林及他的同事报道，因此有时被称作小林离子。小林的制备方法已经被更安全的路线取代。
作为非配位阴离子前体的中性分子是强路易斯酸，例如三氟化硼（BF3）和五氟化磷（PF5）。一种值得注意的此类路易斯酸是三(五氟苯基)硼（B(C6F5)3），能从配合物中夺取烷基配体：
(C5H5)2Zr(CH3)2  +  B(C6F5)3   →   [(C5H5)2Zr(CH3]+[(CH3B(C6F5)3]-

## 其他类型的非配位阴离子
非配位阴离子的另一大类是碳硼烷阴离子CB11H12-的衍生物。第一种三配位的硅化合物——[(均三甲苯基)3Si][HCB11Me5Br6]就含有碳硼烷的衍生物。